# Lunca Siretului Inferior
Lunca Siretului Inferior este o zonă naturală protejată (arie specială de protecție avifaunistică - SPA) situată în estul României, pe teritoriile județelor Bacău, Brăila, Galați și Vrancea.

## Localizare
Aria naturală ocupă extremitatea nordică a județului Brăila (teritoriile administrative ale comunelor Măxineni, Siliștea și Vădeni), cea vestică județului Galați (comunele Braniștea, Cosmești, Fundeni, Independența, Ivești, Liești, Movileni, Nămoloasa, Nicorești, Piscu, Poiana, Schela, Slobozia Conachi, Șendreni, Tudor Vladimirescu și Umbrărești) și cea estică a Vrancei, pe teritoriile comunelor Biliești, Garoafa, Homocea, Nănești, Ploscuțeni, Pufești, Ruginești, Suraia, Vânători și Vulturu; și pe cele ale orașelor Adjud și Mărășești. Aceasta este traversată de drumul european E581 care leagă România de Ucraina prin Republica Moldova.

## Descriere
Zona a fost declarată arie de protecție specială avifaunistică (în scopul protejării mai multor specii de păsări migratoare de pasaj sau sedentare) prin Hotărârea  de Guvern nr. 1284 din 24 octombrie 2007 (privind declararea ariilor de protecție specială avifaunistică ca parte integrantă a rețelei ecologice europene Natura 2000 în România) și se întinde pe o suprafață de 37.479,5 hectare. Aceasta include două rezervații naturale avifaunistice: Balta Potcoava și Balta Tălăbasca și Dunele de nisip de la Hanu Conachi.
Aria naturală este încadrată în bioregiunea continentală și stepică a câmpiei și bazinului inferior al Siretului). Aceasta adăpostește și asigură condiții prielnice de hrană și adăpost pentru o gamă diversă de păsări (migratoare, de pasaj sau sedentare), dintre care unele protejate la nivel european sau aflate pe lista roșie a IUCN.

## Biodiversitate
Aria protejată dispune de clase de habitate naturale de interes comunitar constituite din păduri de foioase, păduri în tranziție, păduri caducifoliate, luciu de apă, mlaștini, plaje de nisip, dune de coastă, lacuri, turbării, stepe, pajiști naturale uscate, terenuri arabile și culturi cerealiere. 

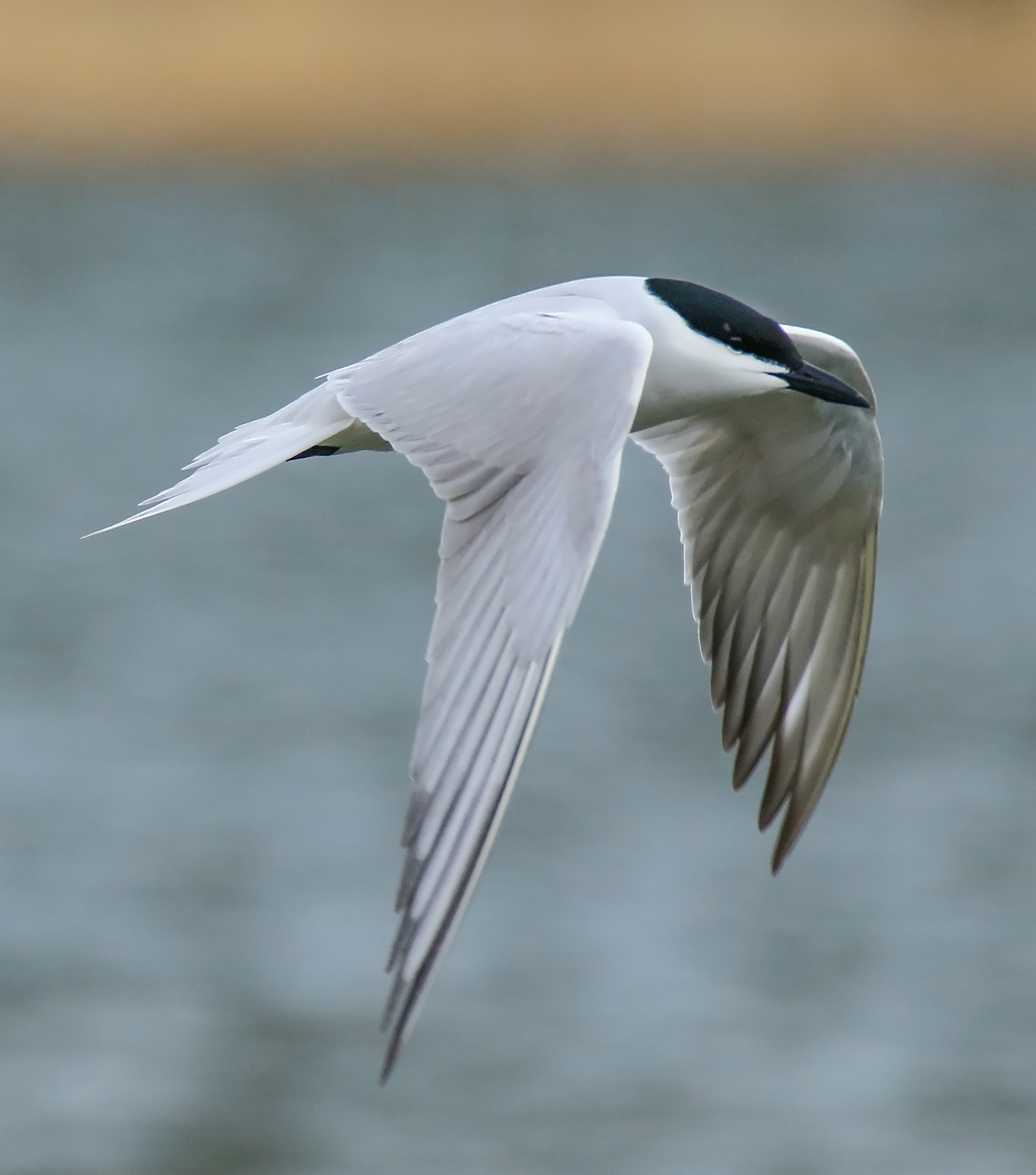
Pescăriță râzătoare (Gelochelidon nilotica)

La baza desemnării sitului se află mai multe specii avifaunistice enumerate în anexa I-a a Directivei Consiliului European 147/CE din 30 noiembrie 2009 și Directiva 79/409/CEE din 2 aprilie 1979 (privind conservarea păsărilor sălbatice); astfel: stârc galben (Ardeola ralloides), stârc de noapte (Nycticorax nycticorax), stârc pitic (Ixobrychus minutus), stârc roșu (Ardea purpurea),  pescăruș albastru (Alcedo atthis), gâsca de vară (Anser anser), rață roșie (Aythya nyroca), rață fluierătoare (Anas penelope), rață pestriță (Anas strepera), rață mică (Anas crecca), rață mare (Anas platyrhynchos), rață sulițar (Anas acuta), rață cârâitoare (Anas querquedula), rață lingurar (Anas clypeata), rață cu cap castaniu (Aythya ferina), rață moțată (Aythya fuligula), șorecar comun (Buteo buteo), barză albă (Ciconia ciconia), lebădă de iarnă (Cygnus cygnus), lebădă de vară (Cygnus olor), erete de stuf (Circus aeruginosus), chirighiță-cu-obraz-alb (Chlidonias hybridus), chirighiță neagră (Chlidonias niger), chirighiță-cu-aripi-albe (Chlidonias leucopterus), egretă mică (Egretta garzetta), egretă albă (Egretta alba), lișiță (Fulica atra),  vânturelul roșu (Falco tinnunculus), pescăriță râzătoare (Gelochelidon nilotica), sfrâncioc roșiatic (Lanius collurio), sfrânciocul cu frunte neagră (Lanius minor), pescăruș râzător (Larus ridibundus), pescăruș argintiu (Larus cachinnans), sitar de mâl (Limosa limosa), prigoare (Merops apiaster), pelicanul comun (Pelecanus onocrotalus), lopătar (Platalea leucorodia), corcodel mare (Podiceps cristatus), cormoran mare (Phalacrocorax carbo), ciocântors (Recurvirostra avosetta), chiră de baltă (Sterna hirundo), călifar alb (Tadorna tadorna), fluierar negru (Tringa erythropus), fluierarul cu picioare roșii (Tringa totanus), nagâț (Vanellus vanellus).     
Lunca Siretului Inferior (sit de importanță comunitară suprapus în mare parte ariei de protecție specială avifaunistică) găzduiește mai multe specii de mamifere, reptile, amfibieni, pești și insecte protejate la nivel european prin Directiva CE 92/43/CE din 21 mai 1992 (privind conservarea habitatelor naturale și a speciilor de faună și floră sălbatică); printre care: pisica sălbatică (Felis silvestris), vidra de râu (Lutra lutra), popândăul (Spermophilus citellus), țestoasa de baltă (Emys orbicularis), tritonul cu creastă (Triturus cristatus), buhaiul de baltă cu burta roșie (Bombina bombina), avat (Aspius aspius), zvârlugă (Cobitis taenia), petroc (Gobio kessleri), porcușor de nisip (Gobio albipinnatus), răspăr (Gymnocephalus schraetzer), țipar (Misgurnus fossilis), sabiță (Pelecus cultratus), boarță (Rhodeus sericeus amarus), dunăriță (Sabanejewia aurata), fusar (Zingel streber), rădașcă (Lucanus cervus).

## Căi de acces
- Drumul european E87 pe ruta Constanța - Tulcea - Galați - Movileni - Șendreni.
- Drumul național DN11A: Onești - Ștefan cel Mare, Bacău - Negoiești - Căiuți - Cornățel - Urechești - Adjud.

## Obiective turistice aflate în vecinătate

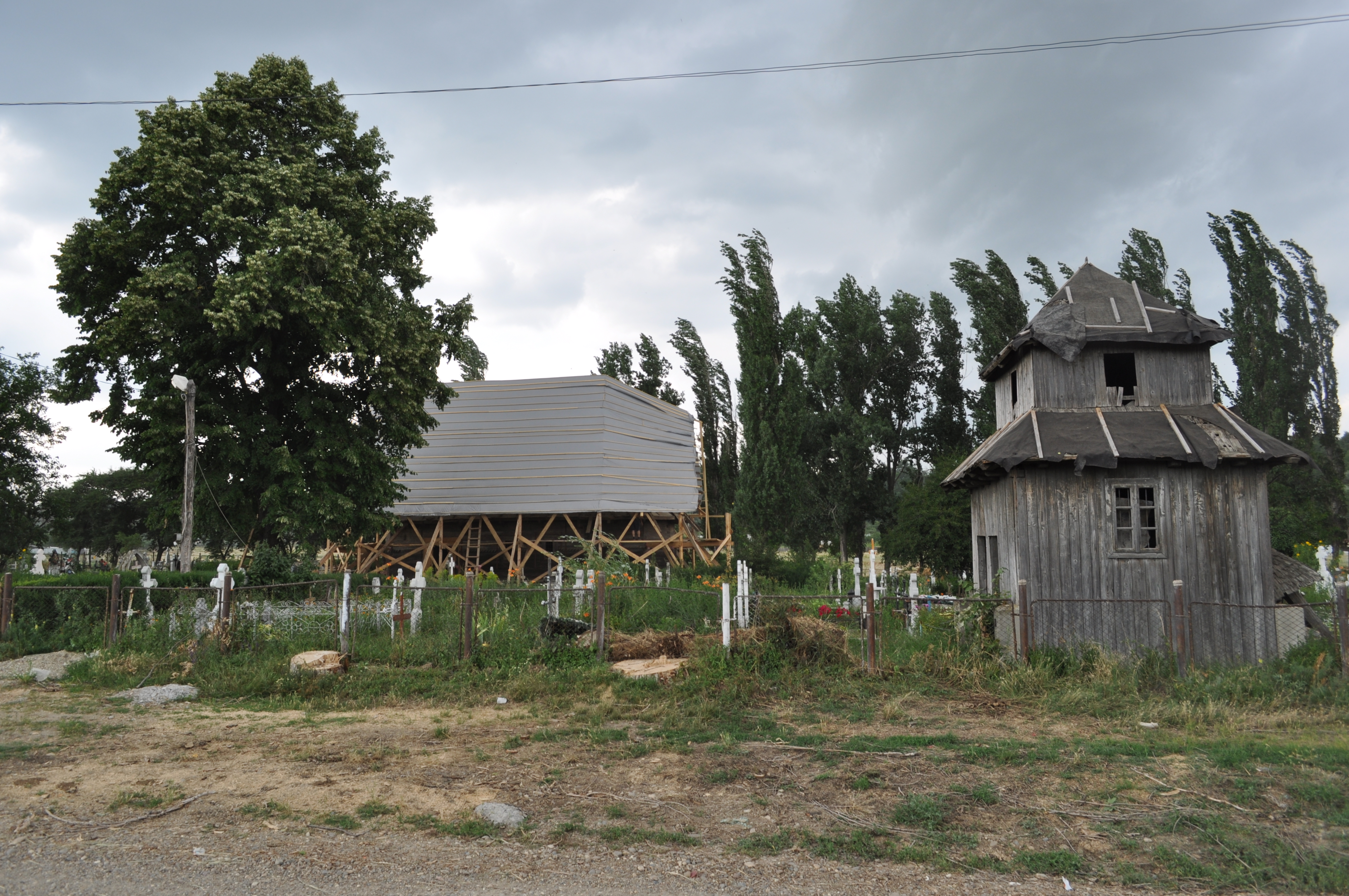
Biserica de lemn din Ruginești

- Biserica de lemn „Cuvioasa Paraschiva” din Ruginești, construcție secolul al XVII-lea, monument istoric.
- Biserica „Sfinții Voievozi” din satul Mirceștii Vechi.
- Biserica „Adormirea Maicii Domnului” din comuna Pufești construită în anii 1661 - 1667 de domnitorul Eustatie Dabija, monument istoric.
- Biserica „Sfinții Apostoli Petru și Pavel” a mănăstirii Sihastru din satul Ploscuțeni.
- Biserica „Nașterea Maicii Domnului” din Lespezi, Vrancea, construcție 1809, monument istoric.
- Ruinele bisericii „Nașterea Sfântului Ioan Botezătorul” a fostei mănăstiri Măxineni, monument istoric.
- Mănăstirea Vladimirești din satul Tudor Vladimirescu, Galați.
- Mausoleul Eroilor din Primul Război Mondial de la Mărășești, obiectiv memorial ridicat în perioada 1923 - 1938, monument istoric de interes național.
- Situl arheologic de la Voinești, Brăila (așezare și necropolă atribuite secolelor XVI și XVII).
- Situl arheologic („Popină”) de la Siliștea, Brăila (așezare din perioada Hallstatt, aparținând culturii Babadag: fazele I–II).
- Siturile de importanță comunitară: Bisoca (1.163), Dunele de nisip de la Hanu Conachi (242 ha), Lunca Siretului Inferior (25.081 ha) și rezervația naturală Pădurea Merișor - Cotul Zătuanului (469 ha).